# Kompania Mórz Południowych

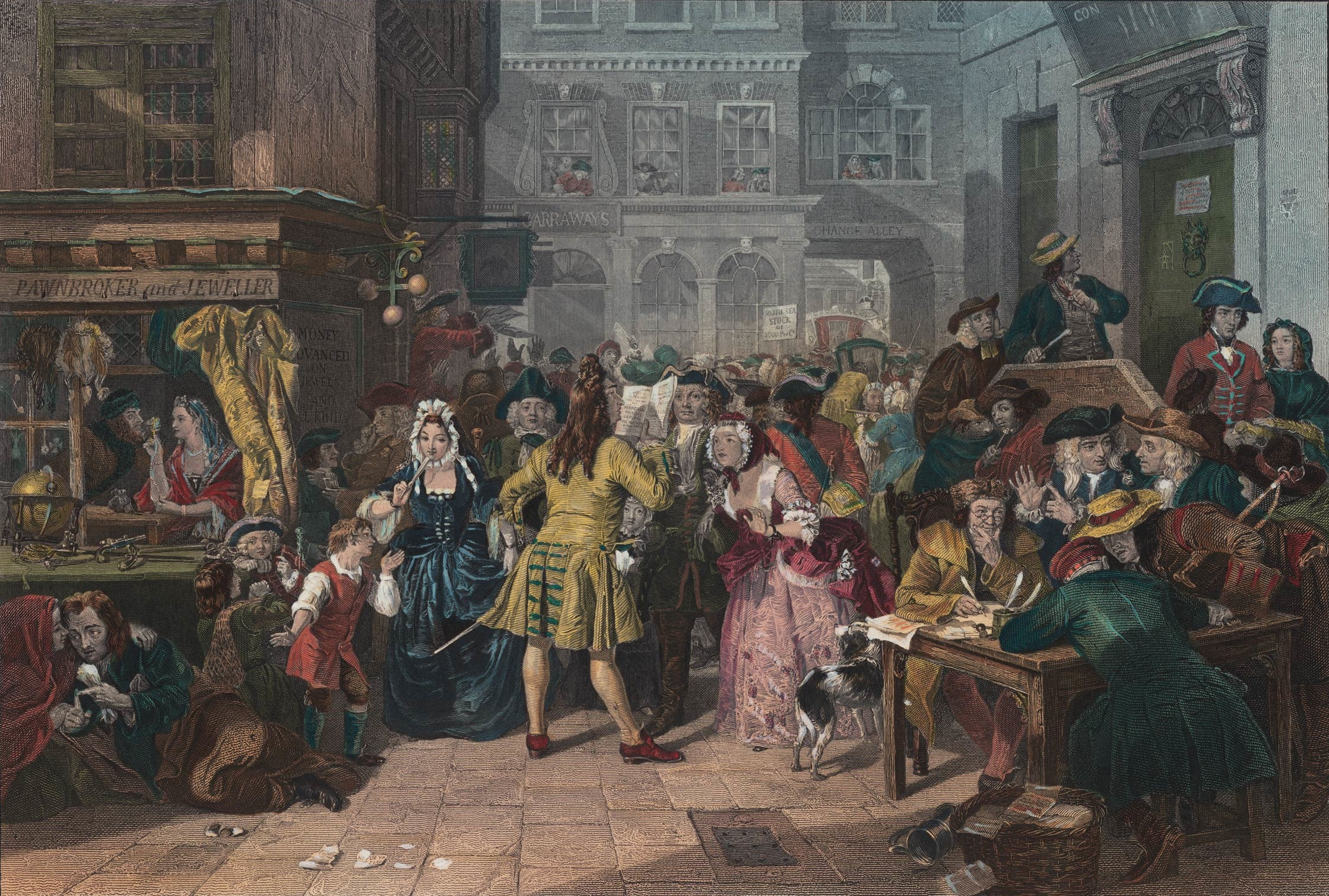
South Sea Bubble – obraz Edwarda Matthew Warda

Kompania Mórz Południowych (ang. South Sea Company) – angielska spółka akcyjna, posiadająca królewski monopol na handel z Ameryką Południową. Kompania stała się słynna głównie z powodu powstania „bańki spekulacyjnej” (tzw. South Sea Bubble) na handlu jej akcjami. Cena akcji spółki osiągnęła szczytowy poziom w 1720 r., po czym doszło do gwałtownego załamania się kursu, co doprowadziło do fali spektakularnych bankructw na niespotykaną wcześniej skalę.

## Początki
Kompania została założona przez Lorda Skarbnika – Roberta Harleya, w 1711 r. Główną przyczyną jej powołania była zbliżająca się ku końcowi wojna o sukcesję hiszpańską, z którą wiązano nadzieje na przyznanie Brytyjczykom prawa do prowadzenia handlu z koloniami hiszpańskimi w „Nowym Świecie”. Emisja akcji Kompanii zakończyła się sukcesem, do czego przyczyniła się m.in. gwarancja 6% odsetek. Niemniej jednak Traktat z Utrechtu (1713), który doprowadził do zakończenia wojny, zawiódł w dużej mierze oczekiwania inwestorów. Przede wszystkim, na import niewolników do kolonii hiszpańskich został nałożony podatek, ponadto Kompania uzyskała zgodę na wysyłanie tylko jednego statku każdego roku. Pierwszy rejs handlowy z 1717 r. zakończył się umiarkowanym sukcesem. Jednakże wkrótce gubernatorem Kompanii został król Jerzy I, który zapewnił pewien prestiż całemu przedsięwzięciu. Oprócz tego Kompania zaczęła wypłacać akcjonariuszom 100-procentowe odsetki.

## Hossa

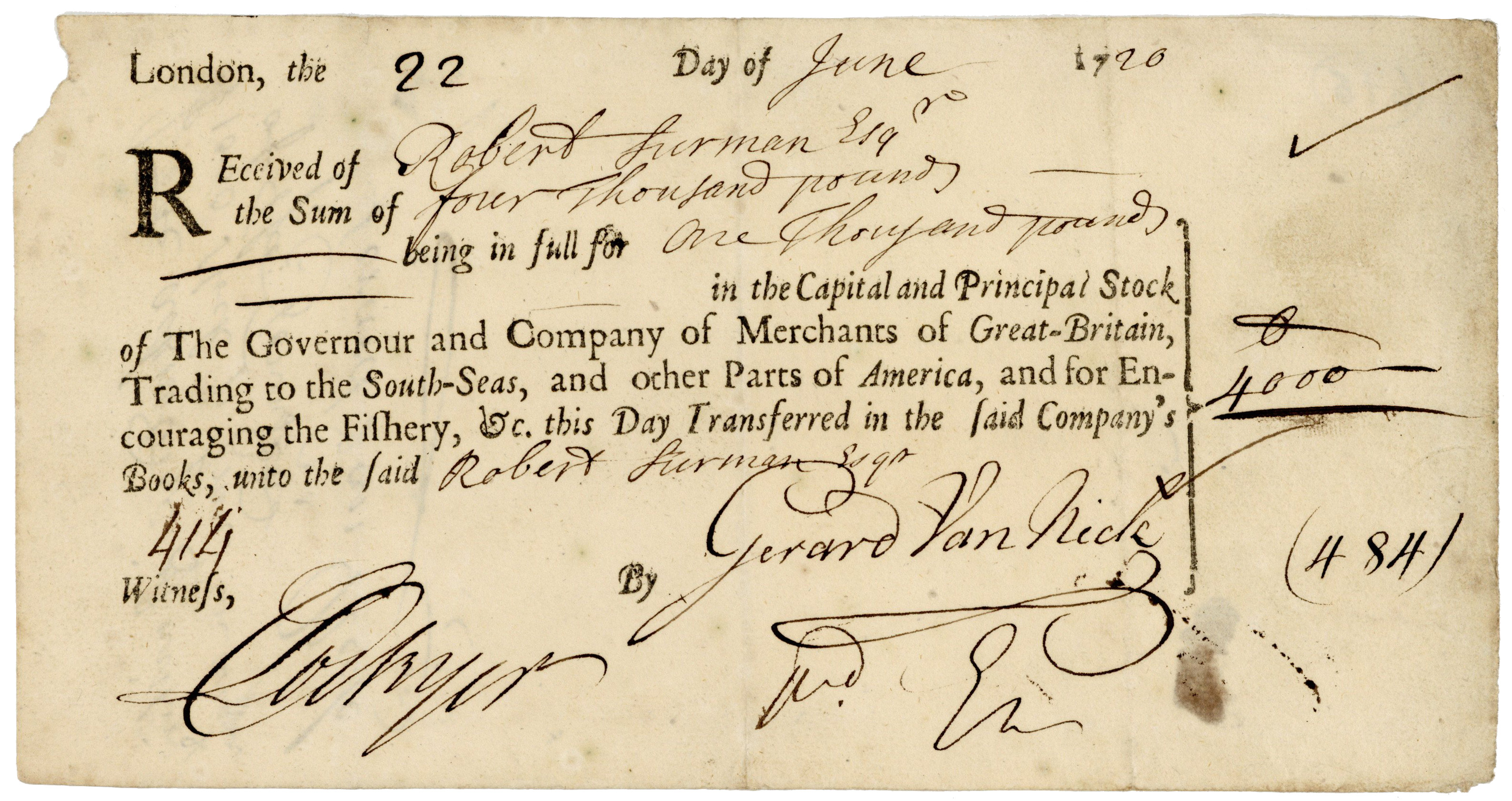
Akcja Kompanii Mórz Południowych o wartości 1000 funtów (10 sztuk po 100 funtów) wyemitowana w Londynie 22 czerwca 1720 r., opłacona za 4000 funtów po ówczesnej cenie rynkowej 400 proc.

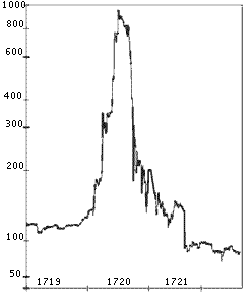
Wykres przedstawiający kurs akcji Kompanii Mórz Południowych

W 1720 r. na rynku zapanowała niebywała histeria, związana z akcjami Kompanii Mórz Południowych. Była ona rezultatem zaakceptowania przez Parlament propozycji przejęcia przez nią długu państwowego. Cała Kompania miała na zewnątrz fasadę zwykłej spółki handlowej, a w rzeczywistości było to wyrafinowane przedsięwzięcie Roberta Harleya, dzięki któremu zamierzał on wykorzystać mechanizm finansowania pożyczek rządowych poprzez spekulacyjną grę na wzroście kursu akcji Kompanii. Rządowi udało się przekonać akcjonariuszy do pokrycia 10 mln funtów krótkoterminowych zobowiązań państwa, w zamian za emisję nowej serii akcji. W zamian za to rząd Jego Królewskiej Mości miał wypłacać Kompanii wieczystą „rentę”, która wynosiła 6% rocznie od powyższych 10 mln. Mimo że nad całym projektem zaczęły zbierać się ciemne chmury (m.in. Hiszpania niezbyt przychylnie patrzyła na brytyjską ekspansję handlową), a dotychczasowe wyniki spółki nie były obiecujące, to inwestorów łudzono mirażami przyszłych zysków.
Działalność Kompanii skupiała się prawie wyłącznie na transporcie do Ameryki Południowej niewolników, kupowanych w Zachodniej Afryce. W ciągu 25 lat, podczas 96 kursów, zdołano kupić 34 tys. niewolników, z których podróż przez Atlantyk przeżyło 30 tys. (śmiertelność wynosiła 15%).
Do gorączki zakupowej z 1720 r. przyczyniły się plotki rozpowszechniane przez mocodawców Kompanii, zgodnie z którymi miała ona osiągnąć w przyszłości „ogromne zyski”. Oprócz tego Kompania „sprzedawała” (w rzeczywistości przekazywała za darmo) akcje znanym osobistościom, które uwiarygadniały całe przedsięwzięcie swoimi nazwiskami.

## Krach
Wszystkie te okoliczności sprawiły, że kurs akcji wspiął się ze 100 funtów do 1000. Cały kraj opanowała mania inwestycji w udziały w Kompanii. Swoje oszczędności wkładali do spółki dosłownie wszyscy – od prostych chłopów do zamożnych lordów. Hossa związana z Kompanią Mórz Południowych przełożyła się także na kursy innych spółek, które teraz korzystały z nagłego zainteresowania „prostego ludu” rynkiem kapitałowym. Jedna ze spółek, korzystając z ogólnej ekscytacji i euforii, reklamowała się nawet jako „zyskowna kompania od przedsiębrania i wykonywania, ale nikt nie wie czego”, co świadczyło o ogólnych nastrojach rynku, który był w stanie kupować wszystko „w ciemno”. Po osiągnięciu poziomu 1000 funtów cena akcji Kompanii zaczęła z powrotem spadać i osiągnęła ponownie 100 funtów przed końcem 1720 r. Taka gwałtowna zmiana pociągnęła za sobą falę bankructw, w szczególności wśród inwestorów, którzy pozaciągali kredyty na kupno akcji. Teraz sytuacja uległa odwróceniu i akcjonariusze za wszelką cenę pragnęli pozbyć się swoich udziałów, co jeszcze bardziej pogłębiło zapaść na rynku. Jakby tego było mało, duża część akcjonariuszy skorzystała z „genialnego” pomysłu zarządzających Kompanii, aby oferować kupującym kredyty na zakup własnych akcji. Gdy nadeszła zapaść inwestorzy z „pożyczonymi akcjami” nie mogli za nie zapłacić w inny sposób, jak tylko poprzez ich sprzedaż, co również przyczyniło się do pogorszenia sytuacji. Wszczęte na polecenie Parlamentu śledztwo w sprawie Kompanii z 1721 r. wykazało ponadto ogromną skalę nadużyć i nieprawidłowości za strony jej dyrektorów. Pierwszy Lord Skarbnik – Robert Walpole, który od początku przeciwny był całemu pomysłowi, musiał włożyć wiele wysiłku w to, aby przywrócić nadszarpnięte zaufanie do rządu.
Jednym z akcjonariuszy był Izaak Newton, który sprzedał swoje akcje ze stuprocentowym zyskiem za 7000 funtów, ale kilka miesięcy później, na fali szalonego entuzjazmu giełdowego kupił je ponownie i stracił 20 000 funtów.
Sama Kompania istniała jeszcze do lipca 1855 r., ale jej głównym obszarem działalności pozostawała obsługa długu państwowego, a nie sam handel.